# 革东镇
革东镇，是中华人民共和国贵州省黔东南苗族侗族自治州剑河县下辖的一个乡镇级行政单位。

## 行政区划
革东镇下辖以下地区：
白浪村、前进村、八郎村、屯州村、交东下寨村、交东上寨村、东陇村、小皆道村、大皆道村、建新村、五河村、五岔村、光条村、南薅村、干翁村、东南村、辣子村、交榜村、宝贡屯村、养门村、麻力村、翁备村和方陇村。

## 中国传统村落
2013年8月，八郎村被评为第二批中国传统村落。